# Conseil économique suprême eurasien
 (décembre 2021).

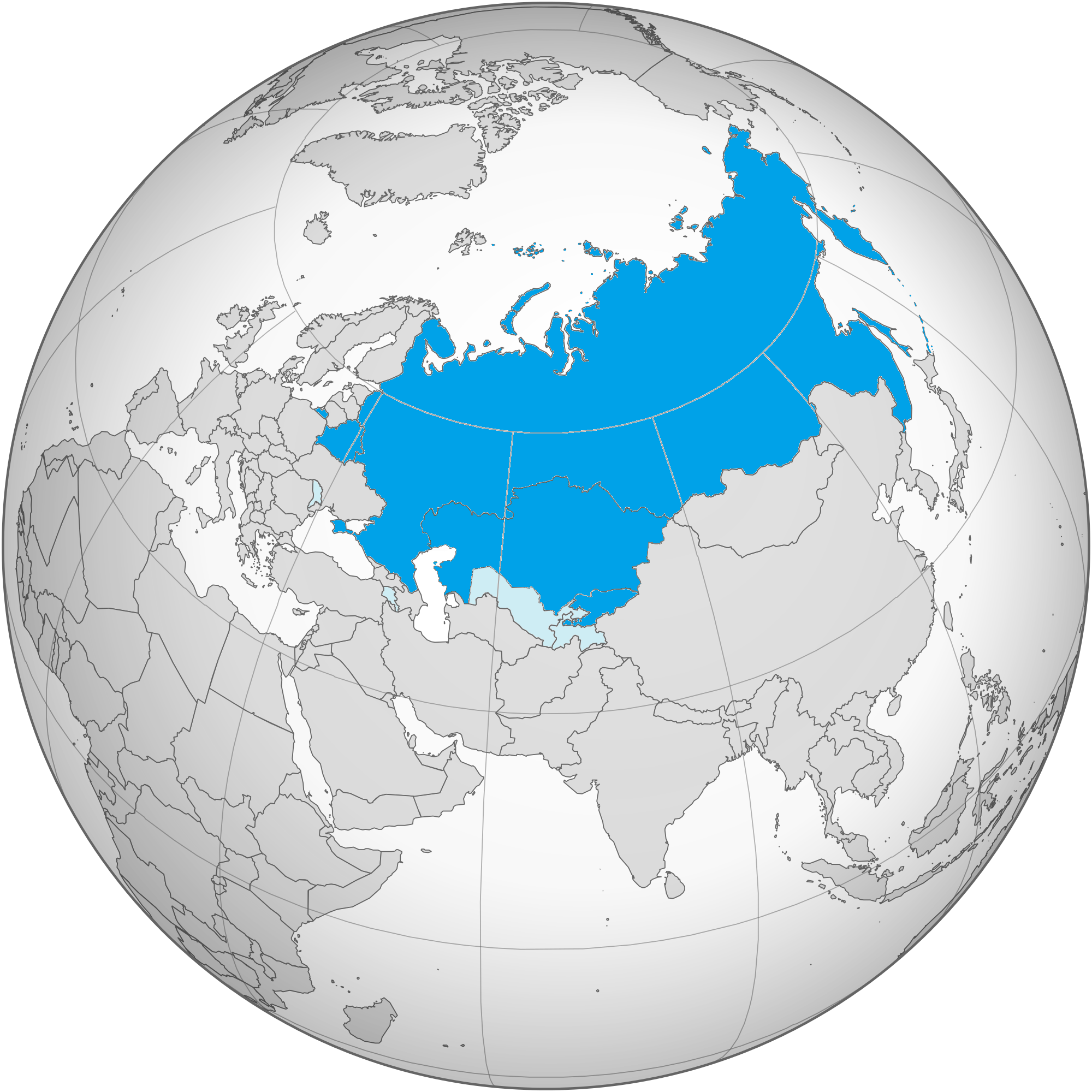
En bleu foncé, membres du conseil économique suprême eurasien

Le Conseil économique suprême eurasien (en arménien Բարձրագույն Եվրասիական տնտեսական խորհուրդը, en biélorusse Вышэйшы Еўразійскі эканамічны савет, en kazakh Жоғары Еуразиялық экономикалық кеңес, en kirghize Жогорку Евразия экономикалык кеңеши, en russe : Высший Евразийский экономический совет) est la plus haute instance de la Communauté économique eurasiatique.